# Leroy & Stitch
Leroy & Stitch er en tegnefilm fra 2006 og den tredje efterfølger til Disney-filmen Lilo & Stitch fra 2002. Filmen blev alene udgivet på DVD i 27. juni 2006 i USA. Det er den sidste film i Lilo og Stitch: Serien.

## Handling
Lilo og hendes venner har med succes fanget og rehabiliteret alle Dr. Jumbas 625 eksperimenter. Alt ser ud til at være roligt, så Stitch, Jumba og Pleakley kan gå videre til mere rutinemæssige opgaver. Så den onde Dr. Hamsterville hjælper uventet kaptajn Gantu med at flygte fra sit sikre fængsel. Hamsterville tvinger Jumba til at lave endnu et eksperiment, en grim tvilling til Stitch ved navn Leroy. Men ikke kun det; Hamsterville kloner også Leroy til en hel hær af onde krigere. Nu må Lilo tage alle de tidligere 625 eksperimenter for at hjælpe, hvis hun skal have nogen chance for at besejre Dr. Hamsterville.

## Danske stemmer
- Lilo - Tillie Bech
- Stitch - Amin Jensen
- Leroy - Amin Jensen
- Jumba - Michael Elo
- Pleakley - Anders Bircow
- Nani - Anne Oppenhagen Pagh
- Gantu - Stig Rossen
- Dr. Hamsterville - Ole Gorter Boisen
- Reuben - Thomas Mørk
- Øverste Rådskvinde - Kirsten Olesen

Andre stemmer: Thea Iven Ulstrup, Helene Wolhardt Moe, Emma Weyde, Jens Jacob Tychsen, Mille Hoffmeyer Lehfeldt, Peter Zhelder og Torbjørn Hummel